# Бледный шар
Бледный шар (лат. globus pallidus s. pallidum) — парная структура переднего мозга, относящаяся к базальным ядрам, часть чечевицеобразного ядра, вентромедиальная часть полосатого тела. Подразделяется на латеральную и медиальную части.
Филогенетически бледный шар представляет собой более старую структуру, нежели скорлупа и ограда.